# Discophlebia celaena
Discophlebia celaena is een vlindersoort uit de kleine familie van Oenosandridae. Deze vlinders komen uitsluitend voor in het zuidoosten van Australië.
De spanwijdte van deze vlinder is ongeveer 4 centimeter. De vleugels zijn grijs, de voorvleugels donkerder dan de achtervleugels.